# СКАТ (телевизия)
Вижте пояснителната страница за други значения на Скат.
„Скат“ ООД е телевизионна компания в България с едноименен телевизионен канал „СКАТ“.

## История
Основана е в Бургас през 1992 година. Собственост е на политика Валери Симеонов, Петьо Георгиев и Данчо Хаджиев, управител е Петьо Георгиев.
През 2009 година кабелните оператори, членове на Асоциацията на българските кабелни оператори (А.Б.К.О.) и Националното сдружение на малките и средните кабелни оператори (НСМСКО) „ТВ клуб 2000“, спират разпространението на програмата.
Телевизия „СКАТ“ подкрепя коалиция Национално обединение „Атака“ (по-късно като партия „Атака“) от създаването ѝ на 17 април 2005 година до ноември 2009 година. Оттегля подкрепата си след заявяване на лидера ѝ Волен Сидеров, че „безусловно“ ще подкрепи управлението на партия ГЕРБ, отказвайки се от основните принципи на „Атака“. Преди това, в края на 2008 година, като председател на общинския съвет от „Атака" в Бургас, собственикът на СКАТ Валери Симеонов подава оставка. Причината е решение на Общинския съвет за построяването на молитвен дом за изповядващите ислям в кв. „Меден рудник“, одобрен включително от съветниците от ГЕРБ, с които тогава са в коалиция.
На 17 май 2011 година Валери Симеонов и съмишленици от СКАТ учредяват партия „Национален фронт за спасение на България“ в Бургас. Присъстват над 820 души от цялата страна.

## Предавания

### Настоящи
- „Паралакс“ с водещ Валентин Касабов – седмично дискусионно предаване
- „Дискусионно студио“ с водещ Стоян Иванов
- „Час по България“ с водещ проф. Пламен Павлов – научнопопулярно, патриотично предаване за българската история и култура
- „За вярата българска“ с водещ отец Боян Саръев
- „Разбулване“ с водещ Николай Панков
- „От българско по-българско“ с водещ Галя Асенова – два часа народни песни, танци и мелодии в изпълнение на млади и талантливи българи
- „Всички на мегдана“ с водещи Соня Чакърова и Силвия Димитрова – поздравете Вашите близки с най-хубавите български народни песни
- „Карай да върви, това е блус“ – Васко Кръпката представя новите таланти на българската сцена
- „Ако зажалиш“ с водещ Бони Милчева – стари градски песни
- „Дневниците на уфолога“ с водещ Стамен Стаменов
- „Първото благо“ с водещ проф. Цветан Димитров
- „Директно за икономиката“ с водещ Григор Лилов
- „Директно за културата“ с водещ Любомир Захариев
- „Директно по правни въпроси“ с водещ Мария Колева
- „Новини“ – централна информационна емисия, прогноза за времето, спорт
- „Да! Антимафия“ с водещ Георги Дражев
- „Турбулентност“ с водещ Ангел Божидаров
- „Облаче ле бяло“ с водещи Райна Манджукова, Младен Сърбиновски, Зденка Тодорова – предаване за българите и българските общности по света
- „Другата история“ с водещ Иван Григоров
- „Ранни вести“ с водещи Венцислав Тоцев, Александрина Димитрова и Теодора Салагьорова – сутрешен информационен блок
- „Политиката на прицел“ с водещ Ивелин Николов
- „Алтернативи“ с водещ Георги Колев
- „Директно за младите“ с водещ д-р инж. Росен Цветков
- „Студио 18“ с водещи Венцислав Тоцев и Стефан Иванов
- „Гледна точка“ с водещ Александрина Димитрова

### Предишни
- „Атака“ с водещ Волен Сидеров – всекидневна коментарна рубрика на телевизия СКАТ
- „Дискусионно студио Атака“ с водещ Стефан Солаков – обзорна политическа дискусия на изминалите събития от изминалата седмица
- „Между редовете“ с водещ Антон Сираков
- „Размисли и страсти“ с водещ проф. Юлиан Вучков
- „Според закона“ с водещ Силвия Трендафилова – престъпления на самозабравили се бейове и феодали безчинсващи под покровитеството на власт
- „Безкомпромисно“ с водещ Георги Жеков – дискусия за зверствата и лъжите на комунистическия режим тегнещ над България
- „Това не е истина“ с водещ Цветан Начев – процесите в България през погледа на Цветан Начев
- „За красотата“ с водещ д-р Николай Сердев – за красотата с козметичния хирург д-р Николай Сердев
- „Здравословно“ с водещ доц. д-р Христо Деянов – водещи лекари изслушват здравните Ви проблеми, за да Ви насочат към специалист
- „Моята сватба“ с водещ Калина Крумова – сватбените тържества и ценни съвети от професионалисти
- „Сигнално жълто“ с водещ Албена Вулева – ироничен поглед към фалша и суетата обсебили „каймака на висшето общество“
- „Неделна мозайка“ с водещ Ваньо Вълчев
- „Прокудени от бащин край“ с водещ Стоян Райчевски
- „Поради что се срамиш“ с водещ Любомир Захариев
- „Сите българи заедно“ с водещ Никола Григоров
- „От упор“ с водещ Димитър Байрактаров
- „Не мога да мълча“ с водещ Марин Кадиев – Магазинно предаване с литературно хуманитарен характер, чиято цел е да създава познавателн
- „Фитнес уикенд“ с водещ Недик Недев
- „Пумпал“ – скечове с Любомир Фърков
- „Афера“ с водещ Веселина Томова
- „Десант“ с водещ Севдалина Пенева
- „Изгнаници клети“ с водещ Михран Бохосян – публицистика за геноцида над арменците, арменска култура и история, исторически връзки между българи и арменци
- „Църквата на мълчанието“ с водещ свещ. Венцеслав Илиев – дискусия относно проблемите в БПЦ
- „Старият албум“ с водещ Михаил Топалов – важните събития в новата ни история в спомените на Михаил Топалов
- „Биберон“ с водещ Мария Цветкова
- „Зад фасадата“ с водещ Силвия Трендафилова
- „Нашата храна - нашето здраве“ с водещ проф. Христо Мермерски
- „Директно“ с водещ Теодор Ангелов
- „Чшае шукарие“ с водещ Найден Рангелов
- „10-а степен по Рихтер“ с водещ Валентин Фъртунов
- „За българската нация“ с водещ Костадин Костадинов
- „Сенки и силуети“ с водещ Стоян Иванов
- „Колелото на късмета“ с водещ Боби Цанков
- „От телефон до микрофон“ с водещ Ник Щайн